# Турецька телерадіокорпорація
Турецька телерадіокорпорація, TRT (тур. Türkiye Radyo ve Televizyon Kurumu) — національний суспільний мовник Туреччини, заснований у 1964 році. Протягом багатьох років, до появи комерційного радіо в 1990 році, а згодом і комерційного телебачення в 1992 році, був єдиним теле- та радіомовником в Туреччині. Сьогодні TRT веде мовлення по всьому світу, включаючи Європу, Близький Схід, Африку, Азію, США та Австралію.
Близько 70 % фінансування корпорації надходить від турецьких податків на теле- та радіоприймачі. До січня 2022 року джерелом надходжень також був 2 % податок, що додавався до рахунків за електроенергію. Принцип фінансування подібний до концепту телевізійної ліцензії, оплата якої стягується в ряді інших країн, наприклад для BBC у Великій Британії. Решту фінансування TRT складають державні гранти (близько 20 %), ще 10 % надходять від реклами.

## Історія
Попередницею TRT була турецька компанія Türkiye Radyoları, яка здійснила свою першу радіотрансляцію в тестовому режимі в 1926 році, у 1927 році була побудована студія в Стамбулі, а в 1928 році — студія в Анкарі. 6 травня 1927 року здійснено перший в історії турецького радіомовлення офіційний вихід у ефір. Невдовзі розпочало роботу Радіо Анкара. В 1950 році компанія Türkiye Radyoları була однією з 23 організацій-засновників Європейської мовної спілки.
З 1960-х років стало очевидним, що радіомовлення Туреччини потребує технічної та концептуальної модернізації. Постало питання створення нового апарату, що мав би власний бюджет та штат співробітників та який би охопив усі радіостанції держави та налагодив телемовлення в країні. Закон про створення TRT ухвалено 1 травня 1964 року.
Після набрання чинності закону, Радіо Анкара, Стамбульське радіо, Ізмірське радіо та ряд інших радіокомпаній були об'єднані в TRT, під керівництво якого були передані всі радіоканали Туреччини.
Телевізійне мовлення на каналі TRT-1 розпочало трансляцію в тестовому режимі з 31 січня 1968 року. Повноцінне телемовлення, яке на той час об'єднувало Анкару, Стамбул, Ізмір та навколишні райони, розпочалось у грудні 1971 року. Компанія TRT відновила членство в Європейській мовній спілці 26 серпня 1972 року (на правах компанії-засновниці Türkiye Radyoları, яка раніше транслювала лише радіо). Першою подією в інтеграції з європейською системою трансляції телевізійних подій став футбольний матч (Туреччина проти Італії), який транслювався по всій Європі 13 січня 1973 року. TRT також приєдналася до Азіатсько-Тихоокеанського мовного союзу в 1976 році, у тому ж році відбулось перше тестування кольорового телебачення на генеральній асамблеї Організації ісламського співробітництваї.
Усі програми були чорно-білими від початку тестових трансляцій у 1968 році до новорічних програм 31 грудня 1981 року, коли в ефірі відбулись перші тести кольорового зображення. Повністю лінійка каналів перейшла на кольорове телебачення 15 березня 1984 року.
TRT організовувала пісенний конкурс Євробачення 2004, півфінал відбувся 12 травня 2004 року, а фінал — 15 травня 2004 року.
Під час спроби державного перевороту в липні 2016 року офіси TRT у Стамбулі та Анкарі зазнали рейдів підполковника Уміта Генджера та інших солдатів. Ведучий новин TRT Тієн Карас був змушений зачитати заяву, в якій проголошувався переворот у прямому ефірі по телебаченню. Після придушення заколотників частина працівників TRT була або звільнена, або примусово виведена на пенсію. Профспілка влаштувала акції протесту 21 листопада 2018 року в Стамбулі, Анкарі, Діярбакирі та Брюсселі, під час яких працівники TRT заявляли, що на них чинився психологічний тиск (мобінг). Співробітник TRT Осман Кесе заявив, що понад 3000 співробітників TRT були переведені в інші державні установи, а 5000 осіб звільнено. Згідно зі списком, оприлюдненим у «Resmi Gazete» за звинуваченнями у спробі державного перевороту зі штату компанії було звільнено 312 осіб. Згідно зі звітом, наданим неурядовою організацією Стокгольмський центр свободи (SCF), приблизно 150 співробітників TRT були звинувачені в членстві в «терористичній організації».
У січні 2018 року компанія TRT відзначила своє 50-річчя. Усі канали TRT транслювали колекцію старих заставок та студій новин. Подібні святкування у формі ностальгії також відбувалися в 1978, 1988, 1998 і 2008 роках.

## Логотипи

1968—1985
1985—1990
1990—2001
2001—2018, на деяких каналах до 2021
2018—нині, на каналі TRT World з 2015